# Meares-Kliff
Das Meares-Kliff ist ein kantiges und 600 m hohes Kliff an der Pennell-Küste des ostantarktischen Viktorialands. Es ragt 9 km westnordwestlich des Nelson-Kliff auf. In seiner Form ähnelt es dem westlich benachbarten Ponting-Kliff.
Kartiert wurde es von der durch den britischen Polarforscher Victor Campbell geleiteten Nordgruppe der Terra-Nova-Expedition (1910–1913). Benannt ist das Kliff nach Cecil Meares (1877–1937), dem Schlittenhundeführer dieser Forschungsreise.